# Джеймс Улф
Генерал-майор Джеймс Улф (на английски: James P. Wolfe) (2 януари 1727 – 13 септември 1759) е офицер от британската армия.
Известен е с реформите си в обучението, но помнен най-вече с победата си над французите в Канада през 1759 г. Син на изтъкнатия генерал-лейтенант Едуард Улф, той получава първото си назначение в млада възраст и служи значително в Европа, където се бие във Войната за Австрийското наследство. Службата му във Фландрия и в Шотландия, където участва в потушаването на Якобитското въстание в битката при Калоден привлича вниманието на неговите висшестоящи. Напредъкът на кариерата му е спрян от Аахенския мирен договор от 1748 г. И той прекарва повечето от следващите осем години в гарнизонна служба в Шотландия.
Избухването на Седемгодишната война през 1756 г. предлага на Улф нови възможности за напредък. Участието му в прекратената атака срещу Рошфор през 1757 г. кара Уилям Пит да го назначи за втори командващ офицер на експедиция за завземане на Луибург през 1758 г. След успеха на тази операция той е направен командир на сила, определена са отплава по р. Сейнт Лорънс за превземане на Квебек. След дълга обсада Улф побеждава френските сили под командването на Луи-Жозеф дьо Монкалм, което позволява на британците да превземат града. Улф е убит в разгара на битката от френски оръдеен залп.
Участието на Улф в превземането на Квебек му е спечелило слава и той се е превърнал в икона на британската победа в Седемгодишната война и последвалото териториално разширение. Картината Смъртта на генерал Улф става много известна по света. Той е наречен „Завоевателят на Квебек“.